# Nattbrunfelsia
Nattbrunfelsia (Brunfelsia americana) är en art i familjen potatisväxter från Västindien. Odlas ibland som krukväxt.
Nattbrunfelsia är en städsegrön, välförgrenad buske eller litet träd, 2-5 m hög, cirka 1 m i kruka. Bladen är 5-13 cm långa, elliptiska till omvänt äggrunda, läderartade och glänsande gröna. Blommorna blir upp till 7 cm långa och 4-7 cm i diameter, vita till gräddvita, senare gulaktiga, med ljust purpur öga. De är väldoftande. 
Förväxlas ibland med jamaicabrunfelsia (B. undulata).

## Odling
Se släktet

## Synonymer
- Brufelsia abottii Leonard
- Brufelsia inodora Mart.
- Brufelsia terminalis Salisb.
- Brufelsia violacea Lodd.
- Brunfelsiopsis americana (L.) Krug & Urb.